# Kleros
Kleros (altgriechisch κλῆρος ‚das Landlos‘) bezeichnet im antiken Griechenland das Land eines oikos (οἶκος ‚Hausgemeinschaft‘).
In den frühgriechischen Poleis (Stadtstaaten) wurde das Land durch Los an die Bevölkerung aufgeteilt. Das gleiche Verfahren wurde auch in den Kolonien angewendet. Bereits in archaischer Zeit setzte sich die Erbfolge als Nachlassregelung durch, das Losverfahren verlor an Bedeutung. Dennoch erhielt sich der Begriff kleros für das jeweilige Land eines griechischen oikos durch die gesamte griechische Antike.
Der oikos und der kleros waren fest miteinander verbunden, der Verkauf des kleros durch den Haushaltsvorstand (kyrios) war (zumindest in Athen, denn nur hier sind gesicherte Aussagen möglich) verboten.
Auf dem kleros befanden sich die Gräber der Ahnen, von denen sich der jeweilige oikos ableitete. 
Damit war der kleros nicht nur materielle Grundlage des oikos und damit der antiken griechischen Gesellschaft, sondern auch der unmittelbare religiöse Kultraum der griechischen Familie.